# Erichthonios (Dardania)
Erichthonios (altgriechisch Ἐριχθόνιος Erichthónios) ist eine Gestalt der griechischen Mythologie. Er war der Sohn des Dardanos, des Königs von Dardania, und der Bateia, (obgleich andere Legenden sagen, dass seine Mutter Olizone war).
Erichthonius wurde König von Dardania, als sein älterer Bruder Ilos kinderlos starb. Er galt als einer der reichsten aller Sterblichen, Homer nannte ihn „den reichsten Mann auf Erden“, weil er beide Königreiche erbte, von seinem Vater und vom Vater seiner Mutter. Erichthonios’ Reichtum kam von seinen Pferden, denen nachgesagt wurde, wundersam zu sein. 
Auf seinem Land weideten 3000 Stuten mit ihren jungen Fohlen, von solcher Leichtigkeit und Schnelligkeit, dass man sie Kinder des Nordwindes Boreas nannte. Mit Erichthonios’ Stuten zeugte Boreas zwölf sagenhafte windschnelle Fohlen. 
„…deren Tritte die Grashalme nicht knickten, deren Huf die Woge nicht netzte.“
Zusammen mit Astyoche, der Tochter des Simois (oder Kallirrhoë, Tochter des Skamandros) hatte er einen Sohn Tros, von dem das Volk (Teukrer oder Dardaner) den Namen Troer (Trojaner) und die Landschaft den Namen Troas erhielt.